# Comatose
Comatose es una canción del grupo inglés de música electrónica Depeche Mode compuesta por Martin Gore, publicada en el álbum Exciter de 2001.

## Descripción
Es una función totalmente minimalista, como Mark Bell imprimiera en varios de los temas del álbum Exciter, cantada por el propio Martin Gore quien desde siempre ha optado por poner su voz a la mayoría de canciones minimalistas del grupo, sólo que ésta imbuida en una musicalización hipnótica, casi íntegramente electrónica, rayana en lo ambiental, y una lírica sobre el estado onírico al que lleva el apego y el amor más apasionado por alguien.
Ello porque, también como otros temas de la colección, su letra es sobre el amor arrebatado e irreflexivo en el cual se está dispuesto a entregar la voluntad y la vida en pos de ganar algo, pero en Comatose nunca refiere algo más sobre la persona a quien va dirigida la letra, dejándola en una propuesta un tanto impersonal que al mismo tiempo no llega a ser un lamento, sino sólo una casi literalmente enferma declaración de amor verdadero.
Así, su propuesta es de un amor un tanto desesperado, en el que muy probablemente no haya una auténtica correspondencia, pero al cual un hombre quedará atado de por vida, embobado, prendado al sentimiento; prácticamente Comatoso. Lo llamativo es que la letra en realidad es muy poco abundante, reflejando de algún modo la ensoñación de la habla, y Comatose es de hecho la canción más corta de Exciter apenas arriba del par de temas instrumentales que contiene.
Aun así, a diferencia de los otros temas minimalistas en el repertorio de DM la letra está complementada perfectamente con la música sin que la una relegue a la otra, mostrando una sofisticada instrumentación sintética de finos efectos de sintetizador llegando a una especie de pasividad sonora con un único ligero efecto de reactor tras del segundo puente, el cual es su momento más fuerte pues carece de cualquier agresividad como ha sido frecuente con otros temas del grupo desde 1997.
La musicalización se hizo orientada al más tradicional estilo de música electrónica, haciendo hincapié en su artificialidad, casi de plano sicodélica, aunque curiosamente conducido por una acompasada percusión de metales, una segunda percusión apagada de caja de ritmos mucho más recargadamente electrónica y habitual para el género electrónico, efectos varios y la completa ausencia de algún otro elemento orgánico como DM practicara desde 1990, incluyendo varios del mismo álbum Exciter, convirtiéndolo en uno de los más puramente sintéticos de los últimos años junto con el éxito World in My Eyes, el tema Judas de 1993 y I Feel Loved del mismo álbum.
De tal modo, la musicalización puede resultar algo cercana a los estándares del trip hop que DM claramente introdujera desde el álbum Ultra de 1997 en su propia música, pero Comatose permanece en toda su corta duración más bien como un ejercicio lírico-ambiental-minimalista-sintético apostando mayormente por un sonido plenamente electrónico contemporáneo que experimental.
Comatose no ha sido interpretada en el escenario por DM.
- Datos: Q5778537